# Polska Formuła 3 Sezon 2000
2000 – jedenasty sezon Polskiej Formuły 3, rozgrywany w ramach WSMP. W mistrzostwach brały udział samochody Formuły 3 ze zwężką do 26 mm (F3-R26) a także klasa E2000.

## Zwycięzcy
| Runda | Data             | Tor           | Pole position     | Najszybsze okrążenie | Zwycięzca (kierowcy) | Zwycięzca (zespoły)        |
| ----- | ---------------- | ------------- | ----------------- | -------------------- | -------------------- | -------------------------- |
| 1     | 6–7 maja         | Poznań        | ?                 | ?                    | Michał Gil           | Automobilklub Kielecki     |
| 2     | 27–28 maja       | Poznań        | ?                 | ?                    | Tadeusz Kłosowski    | Lotos                      |
| 3     | 27–28 maja       | Poznań        | ?                 | ?                    | Tadeusz Kłosowski    | Lotos                      |
| 4     | 5–6 sierpnia     | Kamień Śląski | ?                 | ?                    | Maciej Marcinkiewicz | Hołowczyc Management / Vox |
| 5     | 26–27 sierpnia   | Kamień Śląski | Tadeusz Kłosowski | ?                    | Tadeusz Kłosowski    | Lotos                      |
| 6     | 16–17 września   | Poznań        | ?                 | ?                    | Hanuš Lim            | Lím Racing Cars            |
| 7     | 7–8 października | Kielce        | ?                 | ?                    | Tadeusz Kłosowski    | Lotos                      |

## Klasyfikacja kierowców
| Legenda oznaczeń w tabelach wyników Wyświetl szablon na nowej stronie | Legenda oznaczeń w tabelach wyników Wyświetl szablon na nowej stronie                                                                     |
| Oznaczenie                                                            | Wyjaśnienie |
| --------------------------------------------------------------------- | --- |
| Złoty                                                                 | Zwycięzca lub mistrzostwo |
| Srebrny                                                               | 2. miejsce lub wicemistrzostwo |
| Brązowy                                                               | 3. miejsce lub II wicemistrzostwo |
| Zielony                                                               | Ukończył, punktował (w klasyfikacji generalnej, gdy zdobył co najmniej jeden punkt na przestrzeni sezonu, poza trzema powyższymi opcjami) |
| Niebieski                                                             | Ukończył, nie punktował (w klasyfikacji generalnej, gdy nie zdobył co najmniej jednego punktu na przestrzeni sezonu)                      |
| Czerwony                                                              | Nie zakwalifikował się (NZ) |
| Czerwony                                                              | Nie prekwalifikował się (NPK) |
| Różowy                                                                | Nie ukończył (NU) |
| Różowy                                                                | Niesklasyfikowany (NS) (w klasyfikacji generalnej, gdy nie został sklasyfikowany w żadnym wyścigu sezonu)                                 |
| Czarny                                                                | Zdyskwalifikowany (DK) |
| Czarny                                                                | Wykluczony (WYK/EX) |
| Biały                                                                 | Nie wystartował (NW) |
| Biały                                                                 | Kontuzjowany (K/INJ) |
| Biały                                                                 | Wyścig odwołany (OD/C) |
| Bez koloru                                                            | Został wycofany (WYC/WD) |
| Bez koloru                                                            | Nie przybył (NP/DNA) |
| Bez koloru                                                            | Nie brał udziału w treningach (NT/DNP) |
| Bez koloru                                                            | Nie został zgłoszony (–) |
| Pogrubienie                                                           | Start z pole position |
| Kursywa                                                               | Najszybsze okrążenie wyścigu |
| †                                                                     | Nie ukończył, ale jego rezultat został zaliczony ze względu na przejechanie więcej niż 90% dystansu wyścigu.                              |
| *                                                                     | Sezon w trakcie |
| 1/2/3                                                                 | Punktowana pozycja w sprincie kwalifikacyjnym                                                                                             |
| Lista systemów punktacji Formuły 1                                    | |

| 1                                             | Michał Gil           | Automobilklub Kielecki        | 1  | 2  | 2  | 2  | 2 | 2  | 2 | 108 |
| 2                                             | Tadeusz Kłosowski    | Lotos                         | -  | 1  | 1  | 3  | 1 | NU | 1 | 95  |
| 3                                             | Robert Podolski      | Automobilklub Kielecki        | 2  | 3  | 3  | 5  | 4 | 4  | - | 87  |
| 4                                             | Hieronim Kochański   | Autoklub Rzemieślnik Warszawa | 3  | 5  | NU | 6  | 7 | 5  | 5 | 73  |
| 5                                             | Maurycy Kochański    | Autoklub Rzemieślnik Warszawa | NU | 4  | NU | 4  | 3 | 3  | 4 | 71  |
| 6                                             | Andrzej Grabowski    | Automobilklub Orski           | 4  | NU | 4  | 10 | - | 7  | - | 44  |
| 7                                             | Marek Sawczenko      | Autoklub Rzemieślnik Warszawa | NU | 6  | 5  | NU | - | -  | 8 | 32  |
| 8                                             | Jerzy Fontański      | Automobilklub Częstochowski   | -  | -  | -  | 8  | 5 | -  | - | 21  |
| 9                                             | Wojciech Jankowski   | Autoklub Rzemieślnik Warszawa | -  | -  | -  | -  | - | 9  | 6 | 20  |
| 10                                            | Janusz Jania         | Automobilklub Krakowski       | -  | -  | -  | -  | - | 8  | 7 | 20  |
| 11                                            | Piotr Lenartowicz    | Automobilklub Krakowski       | -  | -  | -  | 11 | 6 | -  | - | 17  |
| Kierowcy niedopuszczeni do zdobywania punktów |                      |                               |    |    |    |    |   |    |   |     |
| NS                                            | Maciej Marcinkiewicz | Hołowczyc Management / Vox    | -  | -  | -  | 1  | - | -  | - | 0   |
| NS                                            | Hanuš Lim            | Lím Racing Cars               | -  | -  | -  | -  | - | 3  | - | 0   |
| NS                                            | Wojciech Gąsecki     | Automobilklub Szczeciński     | -  | -  | -  | -  | - | -  | 3 | 0   |
| NS                                            | Artur Skwarzyński    | Autoklub Rzemieślnk Warszawa  | -  | -  | -  | -  | - | 6  | - | 0   |
| NS                                            | Vladimir Stankovič   | AMD Slovenija Auto            | -  | -  | -  | -  | - | NU | - | 0   |